# Saint-Mards
Saint-Mards é uma comuna francesa na região administrativa da Normandia, no departamento de Sena Marítimo. Estende-se por uma área de 6,48 km². Em 2010 a comuna tinha 192 habitantes (densidade: 29,6 hab./km²).